# セレクトセール
セレクトセール（JRHAセレクトセール）とは、日本競走馬協会が主催する日本最大のセリ市である。セレクトとは上場される競走馬を主催者側で厳選（セレクト）していることを意味し、従来のセリ市では登場することがなかったような良質馬を上場することでサラブレッド流通の活性化を図ることが目的とされている。

## 概要
1998年に創設され、毎年7月にノーザンホースパーク内インドア乗馬場特設会場で行われている。毎年2日程度の日程を組み、初日に「1歳馬の部」、2日目にメインイベントとなる「当歳馬（0歳馬）の部」が開催される。
第1回は「当歳馬の部」と「1歳馬の部」で合わせて230頭が上場され、初回から1億円を超える取引馬を7頭輩出した。1歳馬のセリは1999年以降中断されていたが、2006年から再開され現在に至っている。
世界的には1歳馬のセリ市が中心であり、当歳馬のセリ市はあまり盛んではない。主な理由としては、当歳馬の不確定要素の多さやデビューまでの成長過程におけるリスク度の高さ等が挙げられている。しかし、このセレクトセールでは当歳馬の部に特に力を入れており、上場馬に日本国内外の主要重賞競走を制したサラブレッドの子孫が数多く出品される世界最高級の当歳馬のセリ市とされ、日本国外のバイヤーや競馬・牧畜関係者が多数来日し、注目を集めている。合田直弘によると、ここ数年ではセレクトセール当歳の最高取引額がその年の世界の当歳馬の最高取引額になっているとされる。2006年には、「トゥザヴィクトリーの2006」（競走馬名:ディナシー）（父・キングカメハメハ、母・トゥザヴィクトリー）が当歳馬としては世界最高額の6億円で落札された。
日本競走馬協会は社台グループが中心となって設立されたため、会場もノーザンホースパークとなっている。社台グループの牧場から毎年多くの競走馬が上場されており、高額落札馬の大半が社台グループ生産馬となっているため「社台のセリ市」とも言われている。中央競馬での活躍馬の産駒も多く上場され、顕著な成績を収めた競走馬が種牡馬への転身後の初年度産駒が上場されるときは一般のメディアでもその話題が採り上げられている。近年はより上質な当歳馬を供給するために、選定も厳しくなっているとされる。当歳馬に関しては毎年落札率が60%を超えており、過去最高は2005年の80.1%である。2008年以来の金融危機の状況下で行われた2009年の開催も当歳馬の落札率は64.7%、1歳馬は78.2%を記録した。
2024年にはコントレイル初年度産駒牡馬（母馬・コンヴィクションII＝ツーorセカンド）が5億2000万円で落札されるなど、当歳の部で落札率94.8%、売り上げ額147億8000万円+諸税、1歳の部を含めても281億4500万円+諸税の歴代最高額を達成する大盛況となった。
落札者の常連は金子真人、ダーレー・ジャパン、島川隆哉などである。かつては関口房朗、近藤利一もセレクトセールでの落札者の常連であった。
一般競馬ファンの見学（購買目的ではない見学）は原則できないが、競馬関係者による見学は認められており、時に中央競馬・地方競馬・海外競馬を問わず現役の騎手や調教師、調教助手や厩務員が来場することもある。2017年には中央競馬の女性騎手である藤田菜七子も来場した。なお、2020年以後は関係者であっても新型コロナウィルス感染拡大予防と、来場者の正確な把握をするための観点から、購買登録は事前申し込み（指定日必着）のみとし、当日受付を廃止。また入場者数も購買を希望する馬主本人と同伴者1名のみに制限された。
さらに2021年からは、「オンラインビッド入札方式」との併用による「ハイブリッド入札方式」が採用された。オンラインビッド方式は事前購買登録者本人、および代理人がいずれも当日セリ会場に来場できない場合に限り、所定の手続きを組むことによって、インターネット回線を使ってセリに参加するものである。
また、当セールで取引された競走馬が2歳限定戦（ダートグレード競走含む）に於いて優勝した場合に「セレクトセールプレミアム」というボーナス賞金が交付される。
交付額（賞金単位：万円　ダートグレード競走=Jpn格付けに関しては表記賞金の半額を交付）
| 格付け | 2021年度まで | 2022年度から |
| ------ | ------------ | ------------ |
| GI     | 1000         | 1500         |
| GII    | 300          | 800          |
| GIII   | 100          | 150          |

セリ市の様子は毎年グリーンチャンネルで生中継される。インターネットでは日本軽種馬協会が運営するJBISサーチが、Ustreamとニコニコ生放送で生中継（中継後の再視聴も）している。

## 開催日
| 回数   | 年     | 開催日      | 開催日      |
| 回数   | 年     | 1歳         | 当歳        |
| ------ | ------ | ----------- | ----------- |
| 第1回  | 1998年 | 7月13・14日 | 7月13・14日 |
| 第2回  | 1999年 | 開催なし    | 7月12・13日 |
| 第3回  | 2000年 | 開催なし    | 7月10・11日 |
| 第4回  | 2001年 | 開催なし    | 7月9・10日  |
| 第5回  | 2002年 | 開催なし    | 7月8・9日   |
| 第6回  | 2003年 | 開催なし    | 7月7・8日   |
| 第7回  | 2004年 | 開催なし    | 7月12・13日 |
| 第8回  | 2005年 | 開催なし    | 7月11・12日 |
| 第9回  | 2006年 | 7月10日     | 7月11・12日 |
| 第10回 | 2007年 | 7月9日      | 7月10・11日 |
| 第11回 | 2008年 | 7月14日     | 7月15・16日 |
| 第12回 | 2009年 | 7月13日     | 7月14・15日 |
| 第13回 | 2010年 | 7月12日     | 7月13日     |
| 第14回 | 2011年 | 7月11日     | 7月12日     |
| 第15回 | 2012年 | 7月9日      | 7月10日     |
| 第16回 | 2013年 | 7月8日      | 7月9日      |
| 第17回 | 2014年 | 7月14日     | 7月15日     |
| 第18回 | 2015年 | 7月13日     | 7月14日     |
| 第19回 | 2016年 | 7月11日     | 7月12日     |
| 第20回 | 2017年 | 7月10日     | 7月11日     |
| 第21回 | 2018年 | 7月9日      | 7月10日     |
| 第22回 | 2019年 | 7月8日      | 7月9日      |
| 第23回 | 2020年 | 7月13日     | 7月14日     |
| 第24回 | 2021年 | 7月12日     | 7月13日     |
| 第25回 | 2022年 | 7月11日     | 7月12日     |
| 第26回 | 2023年 | 7月10日     | 7月11日     |
| 第27回 | 2024年 | 7月8日      | 7月9日      |
| 第28回 | 2025年 | 7月14日     | 7月15日     |

## 歴代最高額取引馬上位10傑
馬名は日本中央競馬会、または地方競馬全国協会とその傘下団体に登記された競走馬名で表記する。
1. ディナシー:6億円（2006年当歳の部） - 牝馬・当歳の部最高額
2. エムズビギン:5億9000万円（2024年1歳の部）　- 牡馬・1歳の部最高額
3. ミッドナイトビズー2025:5億8000万円（2025年当歳の部） - 当歳牡馬最高額タイ
3. アドマイヤビルゴ:5億8000万円（2017年当歳の部） - 当歳牡馬最高額タイ
5. サガルマータ:5億2000万円（2023年当歳の部）
6. ショウナンアデイブ:5億1000万円（2020年1歳の部）
7. シンプリーグロリアス2025:5億8000万円（2025年当歳の部）
8. ザサンデーフサイチ:4億9000万円（2004年当歳の部）
9. リアド:4億7000万円（2019年当歳の部）
10. ダノンエアズロック:4億5000万円（2022年1歳の部）
10. ゴーイングトゥベガス2025:4億5000万円（2025年当歳の部）
（参考）ダノンアスコルティ:4億円（2024年1歳の部） - 1歳牝馬最高額

## 主なセール出身馬
活躍馬多数のため、GI級勝利のみを挙げる。
- ビッグテースト（1998年当歳セール） - 2003年中山グランドジャンプ
- ビリーヴ（1998年当歳セール） - 2002年スプリンターズステークス、2003年高松宮記念
- マンハッタンカフェ（1998年当歳セール） - 2001年菊花賞、有馬記念、2002年天皇賞（春）
- アドマイヤマックス（1999年当歳セール） - 2005年高松宮記念
- イングランディーレ（1999年当歳セール） - 2004年天皇賞（春）
- アドマイヤグルーヴ（2000年当歳セール） - 2003年・2004年エリザベス女王杯
- ウインクリューガー（2000年当歳セール） - 2003年NHKマイルカップ
- ゼンノロブロイ（2000年当歳セール） - 2004年天皇賞（秋）、ジャパンカップ、有馬記念
- ユートピア（2000年当歳セール） - 2002年全日本2歳優駿、2003年ダービーグランプリ、2004年・2005年マイルチャンピオンシップ南部杯
- キングカメハメハ（2001年当歳セール） - 2004年NHKマイルカップ、東京優駿
- ハットトリック（2001年当歳セール） - 2005年マイルチャンピオンシップ、香港マイル
- カネヒキリ（2002年当歳セール） - 2005年ジャパンダートダービー、ダービーグランプリ、ジャパンカップダート、2006年フェブラリーステークス、2008年ジャパンカップダート、東京大賞典、2009年川崎記念
- ディープインパクト（2002年当歳セール） - 2005年皐月賞、東京優駿、菊花賞、2006年天皇賞（春）、宝塚記念、ジャパンカップ、有馬記念
- アドマイヤジュピタ（2003年当歳セール） - 2008年天皇賞（春）
- アドマイヤムーン（2003年当歳セール） - 2007年ドバイデューティフリー、宝塚記念、ジャパンカップ
- フサイチパンドラ（2003年当歳セール） - 2006年エリザベス女王杯
- フサイチリシャール（2003年当歳セール） - 2005年朝日杯フューチュリティステークス
- マンオブパーサー（2003年当歳セール） - 2006年ダービーグランプリ
- アサクサキングス（2004年当歳セール） - 2007年菊花賞
- エイジアンウインズ（2004年当歳セール） - 2008年ヴィクトリアマイル
- ピンクカメオ（2004年当歳セール） - 2007年NHKマイルカップ
- オウケンブルースリ（2005年当歳セール） - 2008年菊花賞
- ナカヤマフェスタ（2007年1歳セール） - 2010年宝塚記念
- ダノンシャーク（2008年当歳セール） - 2014年マイルチャンピオンシップ
- タイセイレジェンド（2008年1歳セール） - 2012年JBCスプリント
- ダノンシャンティ（2008年1歳セール） - 2010年NHKマイルカップ
- カレンチャン（2007年当歳セール） - 2011年スプリンターズステークス、2012年高松宮記念
- トーセンジョーダン（2007年1歳セール） - 2011年天皇賞（秋）
- グランプリボス（2008年当歳セール） - 2010年朝日杯フューチュリティステークス、2011年NHKマイルカップ
- カレンブラックヒル（2009年当歳セール） - 2012年NHKマイルカップ
- ディープブリランテ（2009年当歳セール） - 2012年東京優駿
- アドマイヤラクティ（2009年1歳セール） - 2014年コーフィールドカップ
- サダムパテック（2009年1歳セール） - 2012年マイルチャンピオンシップ
- ラキシス（2010年当歳セール） - 2014年エリザベス女王杯
- ジャスタウェイ（2010年1歳セール） - 2013年天皇賞（秋）、2014年ドバイデューティフリー、安田記念
- サトノアラジン（2011年当歳セール） - 2017年安田記念
- トーセンスターダム（2012年1歳セール） - 2017年トゥーラックハンデキャップ、エミレーツステークス
- ミッキーアイル（2012年1歳セール） - 2014年NHKマイルカップ、2016年マイルチャンピオンシップ
- アドマイヤリード（2013年当歳セール） - 2017年ヴィクトリアマイル
- サトノダイヤモンド（2013年当歳セール） - 2016年菊花賞、有馬記念
- サトノクラウン（2013年1歳セール） - 2016年香港ヴァーズ、2017年宝塚記念
- ミッキークイーン（2013年1歳セール） - 2015年優駿牝馬、秋華賞
- スワーヴリチャード（2014年当歳セール） - 2018年大阪杯、2019年ジャパンカップ
- フィアスインパクト（2014年当歳セール） - 2019年トゥーラックハンデキャップ、カンタラステークス、2020年マカイビーディーヴァステークス
- セイウンコウセイ（2014年1歳セール） - 2017年高松宮記念
- ミッキーロケット（2014年1歳セール） - 2018年宝塚記念
- レインボーライン（2014年1歳セール） - 2018年天皇賞（春）
- エポカドーロ（2015年当歳セール） - 2018年皐月賞
- ディアドラ（2015年1歳セール） - 2017年秋華賞、2019年ナッソーステークス
- ヨシダ（2015年1歳セール） - 2018年オールドフォレスター・ターフクラシックステークス、ウッドワードステークス
- ロジャーバローズ（2016年当歳セール） - 2019年東京優駿
- ワールドプレミア（2016年当歳セール） - 2019年菊花賞、2021年天皇賞（春）
- グローリーヴェイズ（2016年1歳セール） - 2019年香港ヴァーズ
- ノームコア（2016年1歳セール） - 2019年ヴィクトリアマイル、2020年香港カップ
- ウシュバテソーロ（2017年当歳セール） - 2022年東京大賞典、2023年川崎記念、ドバイワールドカップ、東京大賞典
- アドマイヤマーズ（2017年1歳セール） - 2018年朝日杯フューチュリティステークス、2019年NHKマイルカップ、香港マイル
- ダノンファンタジー（2017年1歳セール） - 2018年阪神ジュベナイルフィリーズ
- ラヴズオンリーユー（2017年1歳セール） - 2019年優駿牝馬、2021年クイーンエリザベス2世カップ、香港カップ、BCフィリー&メアターフ
- ダノンザキッド（2018年当歳セール） - 2020年ホープフルステークス
- タイトルホルダー（2018年当歳セール） - 2021年菊花賞、2022年天皇賞（春）、宝塚記念
- ダノンファラオ（2018年1歳セール） - 2020年ジャパンダートダービー
- デアリングタクト（2018年1歳セール） - 2020年桜花賞、優駿牝馬、秋華賞
- ポタジェ（2018年1歳セール） - 2022年大阪杯
- ジュンライトボルト（2018年1歳セール） - 2022年チャンピオンズカップ
- ヴァレーデラルナ（2019年当歳セール） - 2022年JBCレディスクラシック
- サトノレーヴ（2019年当歳セール） - 2025年高松宮記念
- ノットゥルノ（2020年1歳セール） - 2022年ジャパンダートダービー
- アスクビクターモア（2020年1歳セール） - 2022年菊花賞
- ジャスティンパレス（2020年1歳セール） - 2023年天皇賞（春）
- ドゥラエレーデ（2021年1歳セール） - 2022年ホープフルステークス
- デルマソトガケ（2021年1歳セール） - 2022年全日本2歳優駿
- フォーエバーヤング（2022年1歳セール） - 2023年全日本2歳優駿、2024年ジャパンダートクラシック、東京大賞典、2025年サウジカップ
- ダノンデサイル（2022年1歳セール） - 2024年東京優駿
- アルマヴェローチェ（2022年当歳セール） - 2024年阪神ジュベナイルフィリーズ
- ナチュラルライズ（2022年当歳セール） - 2025年羽田盃、東京ダービー
- ミリアッドラヴ（2023年1歳セール） - 2024年全日本2歳優駿
- アドマイヤズーム（2023年1歳セール） - 2024年朝日杯フューチュリティステークス
- カムニャック（2023年1歳セール） - 2025年優駿牝馬